# Stenodema calcarata
Stenodema calcarata (Fallen 1807) је врста стенице која припада фамилији Miridae.

## Распрострањење
Врста је распрострањена широм Европе, преко Палеарктика до централне Азије, Русије, Сибира, северне Кине и Јапана. У Србији је честа врста, јавља се од низијских подручја до планина преко 1500 м надморске висине.

## Опис
Stenodema calcarata има издужено тело, светло браон до сиве боје као и већина врста рода Stenodema. Јављају се и форме са зеленом нијансом, током пролећа како би се уклопиле у травнато станиште где их најчешће и налазимо, а током јесени попримају тамнију браон боју. Дужина тела је око 7–8 mm. Основна карактеристика по којој се разликује од сличних врста је присуство два трна на почетку бутина задњих ногу.

## Биологија
Одрасле јединке се могу срести већ с почетка пролећа, а одрасле јединке нове генерације током лета. У Србји се одрасле јеинке могу срести већ у априлу али се најчешће срећу током јуна, јула и августа. Активне су дужи период током године и презимљавају у стадијуму одрасле јединке. Храни се на различитим врстама трава (Poaceae), као и на врстама из породица Cyperaceae и Juncaceae.

## Синоними
- Stenodema calcaratum (Fallén, 1807)